# 1887 Virton
1887 Virton este un asteroid din centura principală, descoperit pe 5 octombrie 1950 de Sylvain Arend.